# Solva confusa
Solva confusa är en tvåvingeart som beskrevs av Jennifer L. Hollis 1962. Solva confusa ingår i släktet Solva och familjen lövträdsflugor.
Artens utbredningsområde är Myanmar. Inga underarter finns listade i Catalogue of Life.